# El Amria
El Amria är en ort i Algeriet.   Den ligger i provinsen Aïn Témouchent, i den norra delen av landet, 400 km väster om huvudstaden Alger. El Amria ligger 101 meter över havet och antalet invånare är 26 407.
Terrängen runt El Amria är huvudsakligen platt, men åt nordost är den kuperad. Runt El Amria är det ganska tätbefolkat, med 185 invånare per kvadratkilometer. Närmaste större samhälle är Hammam Bou Hadjar, 16,7 km söder om El Amria. Omgivningarna runt El Amria är i huvudsak ett öppet busklandskap.